# Herbert Crowley

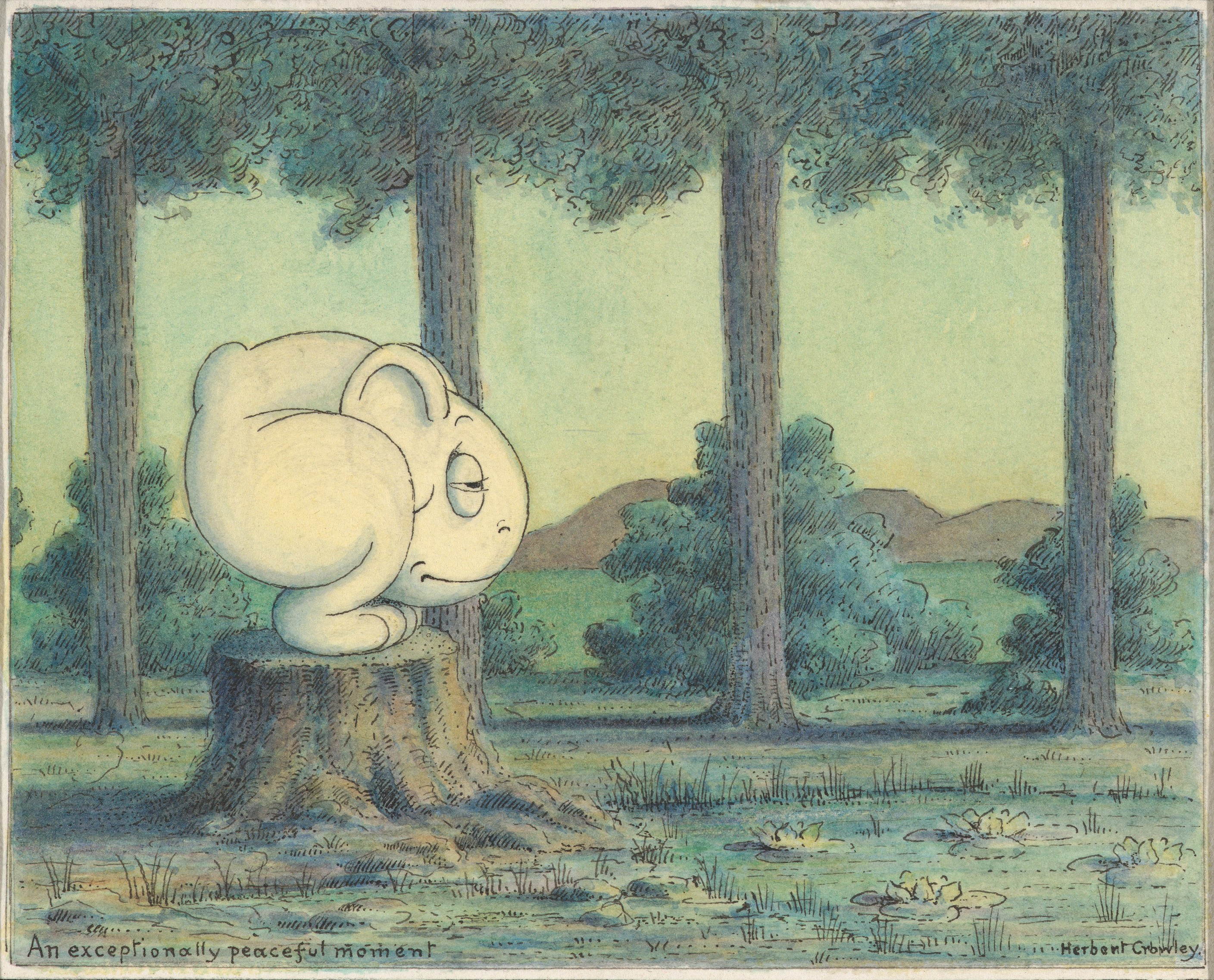
An Exceptionally Peaceful Moment, ca. 1910

Herbert E. Crowley (geboren 1873 in England; gestorben 1937 in Ascona, Schweiz) war ein britischer Künstler, Comicstrip-Künstler, Bildhauer, Sänger, Bühnenbildner und galt als Exzentriker. Sein Schaffen gilt als eigenwillig, mystisch, sonderbar und auch als entschieden andersartig. Er ist der Autor von The Wigglemuch (1910), einem Comicstrip, der im New York Herald publiziert wurde. Er war Teilnehmer der Armory Show, die 1913 in New York stattfand.

## Biografie

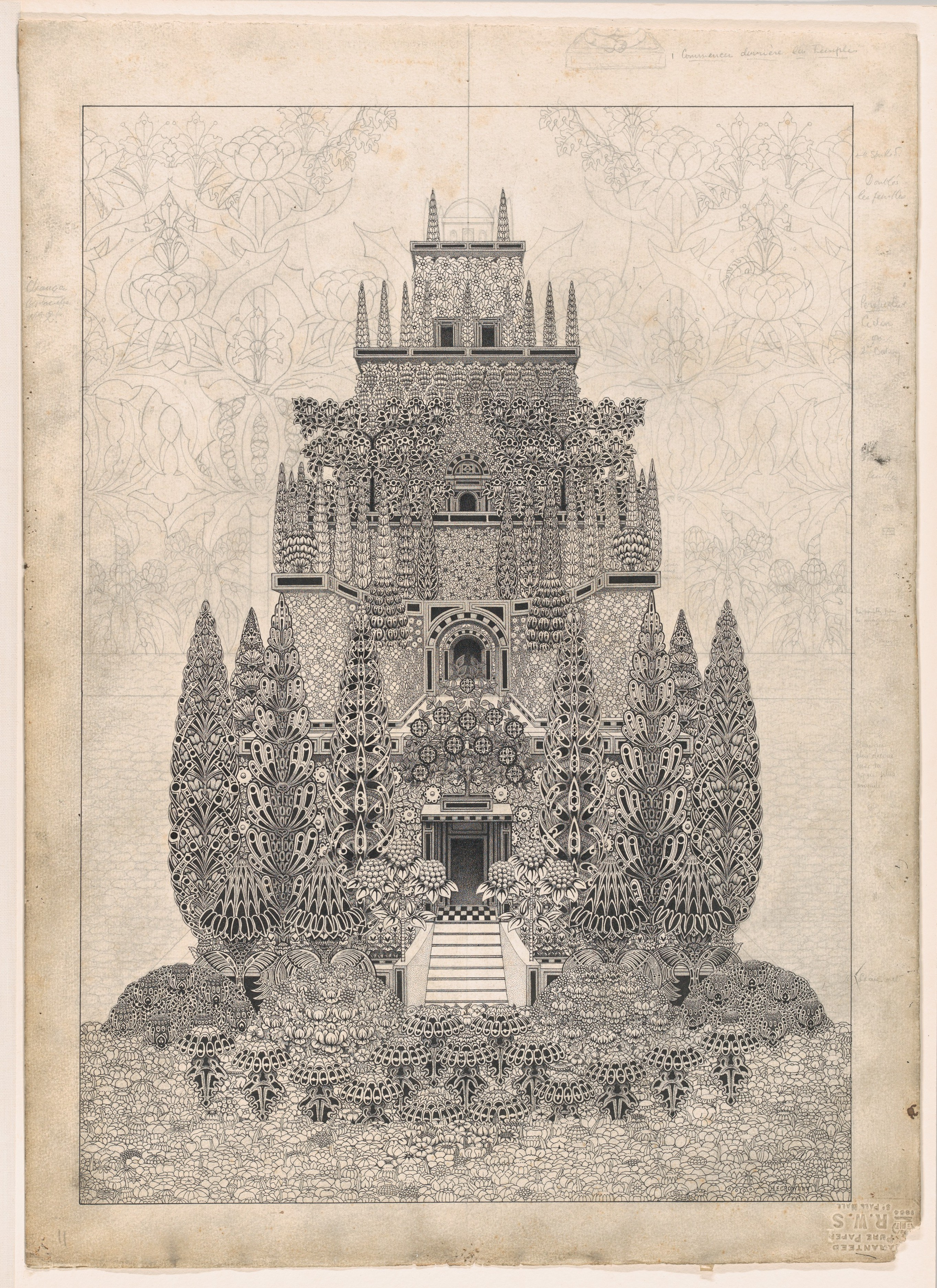
A Fantastic Tiered Structure MET DP856545

Crowley wurde 1873 in England geboren. Er studierte Gesang in Paris und wurde professioneller Musiker. Er war künstlerisch im Wesentlichen Autodidakt.
Seine Zeichnungen und Cartoons führten ihn nach New York, wo er 15 Jahre lang lebte. Seine erste Arbeit in den Vereinigten Staaten war der Comicstrip The Wigglemuch (publiziert im New York Herald). Er erschien in der Zeit von März bis Juni 1910 dreizehnmal. Dieser einzige von ihm je publizierte Comicstrip wurde sein bekanntestes Werk. Zwischen 1910 und 1924 wurden mehrere seiner Bilder und Skizzen in New York in Gruppen- und Einzelausstellungen und in den Displays an der „57th Street“ präsentiert. Seine Werke The Temple of Silence und Slander wurden 1913 in der International Exhibition of Modern Art (Armory Show) in New York ausgestellt. Kurz darauf verschwand er unerwartet aus der Kunstwelt und geriet immer mehr in Vergessenheit.
In den späten 1920ern kehrte Crowley nach London zurück und verbrachte in Begleitung seiner Frau Alice Lewisohn einige Zeit mit Reisen auf der Suche nach „transpersonalen Ausdrucksmitteln“. So ging er in den Nahen Osten nach Ägypten und besuchte Indien. Crowley ließ sich schließlich in Zürich nieder, um an C. G. Jungs Traumseminaren und Studien der menschlichen Psyche teilzunehmen, zu dessen innerem Zirkel er gehörte. Crowley verbrachte den Rest seines Lebens in der Schweiz. Zwei Jahre vor seinem Tod heiratete er zum zweiten Mal und fiel dem Glauben anheim, dass sein kreatives Schaffen auf der falschen Seite von Gut und Böse stand, was sein Denken vereinnahmte. Er zerstörte daraufhin so viele seiner Arbeiten wie er konnte und hinterließ Anweisungen, die übrig gebliebenen nach seinem Tod ebenfalls zu vernichten. Am 11. Dezember 1937 verstarb Crowley in Ascona.
Einige Verwandte (darunter seine Nichte Susanne Wettstein) leben in Zürich und konservieren seinen Nachlass aus Skizzen, Bildern, Schriften und persönlichen Sachen. Ein mit Crowdfunding publiziertes Buch namens The Temple of Silence: Forgotten Worlds of Herbert Crowley (2017) enthält einige unveröffentlichte Werke und gibt einen Einblick in sein künstlerisches Schaffen. 1946 spendete seine Witwe Alice Lewisohn-Crowley seinen künstlerischen Nachlass dem Metropolitan Museum of Art in New York.

## Ausstellungen
- 2019: Herbert Crowley, The Temple of Silence, Fumetto Comic Festival Luzern
- 1966: Two Fantastic Draftsmen: Herbert Crowley and Winsor McCay, Metropolitan Museum of Art, New York[3]
- 1913: International Exhibition of Modern Art (Armory Show)

## Werk und Wiederentdeckung
- The Wigglemuch (1910)

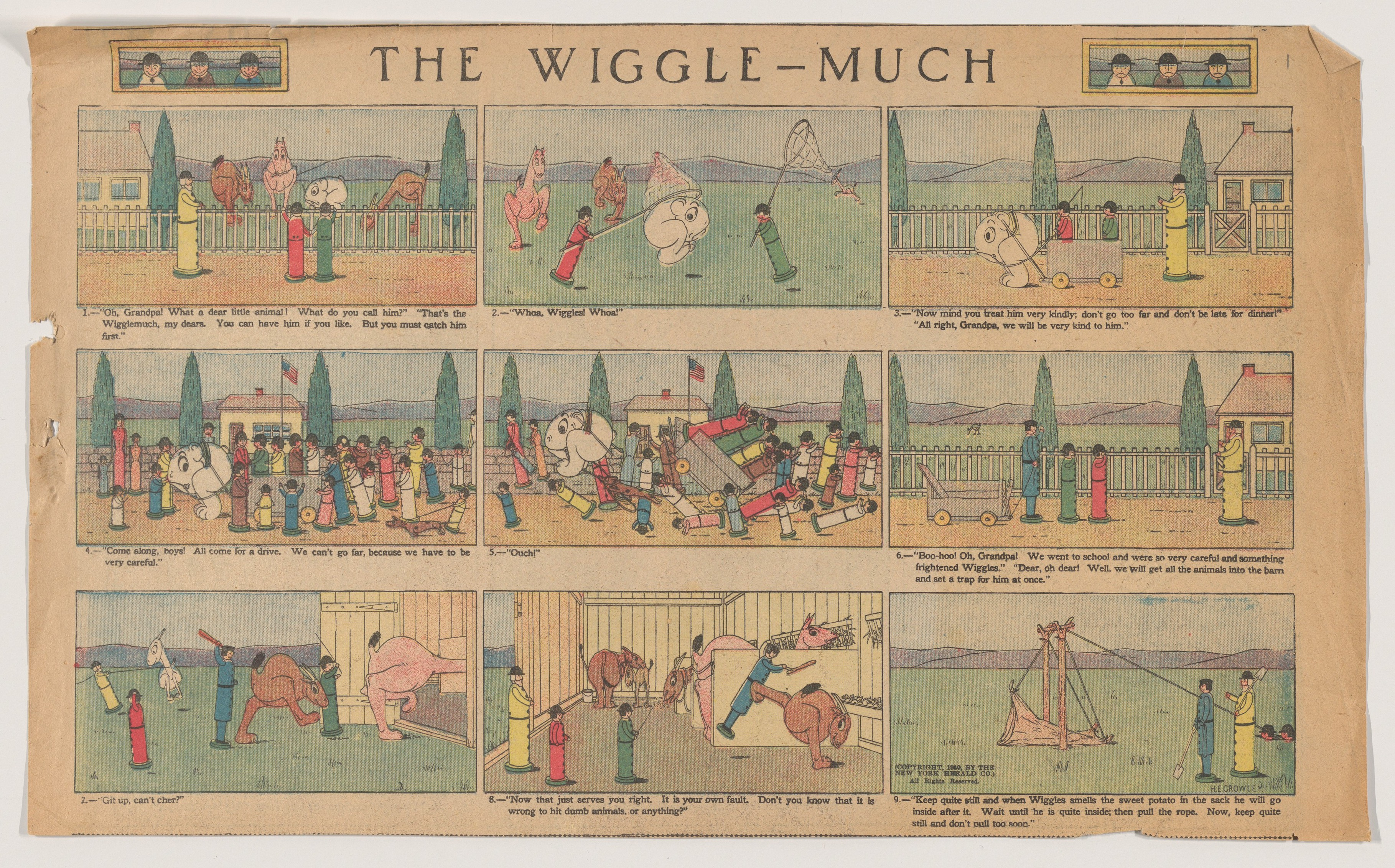
The Wiggle Much. Comic Strip, No. 1 (erschienen im New York Herald am 20. März 1910) MET DP856515

- Portfolio of Symbolic Drawings (1913)

«Herbert Crowley war einer der eigenwilligsten Zeichner in der frühen Zeit des Comics, ein aufsteigender Stern am New Yorker Kunsthimmel und eine schillernde Figur der Avantgarde» schreibt das Fumetto Luzern zu seiner Ausstellung (2019). Dort wurden erstmals seit über 50 Jahren die Werke dieses in Vergessenheit geratenen Künstlers gezeigt. Zu sehen waren wenige plastische Figuren, der Comicstrip The Wigglemuch, mehrere Skizzen, viele satirische Einbild-Cartoons, einige Auftragsarbeiten für Grabmale und eine Kollektion von detailliert ausgearbeiteten Bildern von mystischen Tempelanlagen, die teilweise noch nicht beendet waren.
Sein Comicstrip The Wigglemuch wurde zusammen mit Winsor McCays Little Nemo 1966 zuvor im Metropolitan Museum of Art in New York ausgestellt.